# Janko Blaho
Janko Blaho (15. září 1901 Skalica – 24. dubna 1981 Bratislava) byl slovenský operní zpěvák a sběratel lidových písní.

## Život
Janko Blaho se narodil 25. září 1901 ve Skalici, v kraji, kterému se říká Záhoří, na pomezí Moravy a Slovenska. Byl synem MUDr. Pavla Blahy, známého lékaře a politika, který byl mimo jiné proslulý jako zpěvák při nejrůznějších veřejných i rodinných událostech.
V letech 1911–1919 studoval Janko na gymnáziu ve Skalici. V té době se již projevoval jeho hudební talent. V patnácti letech zpíval tenorové sólo na veřejném koncertě a na gymnáziu založil mužský sbor a klavírní kvartet. Po maturitě studoval práva na Karlově univerzitě v Praze. Vedle studia na univerzitě studoval soukromě zpěv u Christiny Morfové, členky Národního divadla v Praze a účinkoval v pražském pěveckém sboru Hlahol. Studium práv dokončil v roce 1924.
Na pozvání Oskara Nedbala hostoval ve Od 21. března do 31. května 1926
Slovenském národním divadle v Bratislavě v rolích Vojtěcha v opeře Viléma Blodka V studni a Jeníka ve Smetanově Prodané nevěstě. V košické opeře pak vystoupil v rolích Alfréda ve Verdiho Traviatě a Rudolfa v Bohémě Giacoma Pucciniho. O rok později strávil 9 měsíců v Miláně studiem zpěvu u prof. Steva. Po návratu z Itálie jej roku 1927 Oskar Nedbal angažoval do SND jako prvního slovenského profesionálního zpěváka.
V roce 1929 se oženil se svou kolegyní sopranistkou Helenou Bartošovou. Jejich dcera Helena Jurasovová-Blahová se stala choreografkou.
Ve Slovenském národním divadle působil do roku 1965. Koncertoval na mnoha domácích i zahraničních scénách a zpíval s předními světovými umělci. Platil za jednoho z nejlepší interpreetů slovenských lidových písní, které sám v rodném Záhoří sbíral. Uplatnil se i jako hudební pedagog. Vedl Katedru operní reprodukce na Vysoké škole múzických umění v Bratislavě.
Z svou úspěšnou uměleckou činnost byl v roce 1955 jmenován Zasloužilým umělcem a posléze v roce 1966 Národním umělcem. Zemřel 24. dubna 1981 v Bratislavě. Pochován je na římskokatolickém hřbitově ve Skalici.

## Dílo
Janko Blaho je součástí generace, která položila základy slovenské národní opery. Ve Slovenském národním divadle vytvořil 155 operních a operetních postav. S mimořádným úspěchem vystupoval na koncertních pódiích ve velkých oratorních a kantátových skladbách L. v. Beethovena, Antonína Dvořáka, Eugena Suchoně a dalších.
Systematicky sbíral lidové písně Záhoří, které vydal v pěti svazcích. V roce 1974 vyšla jeho autobiografie Zo skalického rinku.